# And Hell Followed With
And Hell Followed With ist eine 2006 gegründete Deathcore-Band aus Detroit, Michigan, Vereinigte Staaten.

## Geschichte
And Hell Followed With wurde im Jahr 2006 in Detroit gegründet. Nach zahlreichen Besetzungswechseln besteht die Band aus Sänger Andrew Patterson, den drei Gitarristen Patrick Hahn, Hunter Spader und Adrian Carey, sowie aus Bassist Nick Scott und Schlagzeuger Byron London.
2008 erschien nach einem Demo noch im selben Jahr das Debütalbum Domain über dem Kleinlabel Statik Factory Records. Die Gruppe unterschrieb im August des Jahres 2009 einen Vertrag beim Metal-Label Earache Records. Im Dezember gleichen Jahres bezog die Band mit Produzent Josh Wickerman das Dreadcore Productions Studio in White Lake, Michigan und spielte die Lieder für das Album ein. Das Album, das den Titel Proprioception trägt, erschien Mitte 2010.
Nachdem es lange Zeit ruhig um die Gruppe geworden war, kündigten die Musiker im Juli 2019 an, bei Hollowed Records unterschrieben zu haben und mit Chimerical Reality erstmals nach neun Jahren eine neue Platte in Form einer EP zu veröffentlichen.
In ihrer Karriere ging die Band mit Gruppen wie Within the Ruins, Blind Witness und Suffokate auf Tournee.

## Stil
Laut Blabbermouth.net kombiniert die Band Death Metal wie von Deicide mit Ansätzen der neuen Spielart, wie sie von Gruppen wie Whitechapel und Oceano praktiziert werden. Chris Gütl vom Online-Metalmagazin Stormbringer.at attestiert den Musikern technische Raffinesse, allerdings merkt er kritisch an, dass alle Songs mit dem gleichen Schema daherkommen, sodass die Musik eintönig wirkt. Laut deutschem Metal Hammer sind die Lieder zumeist im Down- und Midtempo-Bereich anzusiedeln, wobei ab und an Blastbeats angewendet werden.

## Diskografie
- 2008: Demo (Demo, Eigenproduktion)
- 2008: Domain (Album, Statik Factory Records)
- 2010: Proprioception (Album, Earache Records)
- 2019: Chimerical Reality (EP, Hollowed Records)
- 2021: The Well (Single, Hollowed Records)
- 2022: Quietus (Album, Hollowed Records)
- 2024: Untoward Perpetuity (EP, Hollowed Records)